# 莱塞迪
莱塞迪（法語：Les Éduts，法語發音：[le.z‿edy]）是法国滨海夏朗德省的一个市镇，位于该省东部偏北，属于圣让当热利区。

## 地理
莱塞迪（45°59'29"N, 0°13'0"W）面积8.05 平方千米，位于法国新阿基坦大区滨海夏朗德省，该省份为法国西部滨海省份，北起旺代省，西临大西洋，南至吉倫特省，东南接多爾多涅省，东北接德塞夫勒省接壤，东临夏朗德省。
与莱塞迪接壤的市镇（或旧市镇、城区）包括：内雷、罗马济耶尔、萨莱涅、维纳。

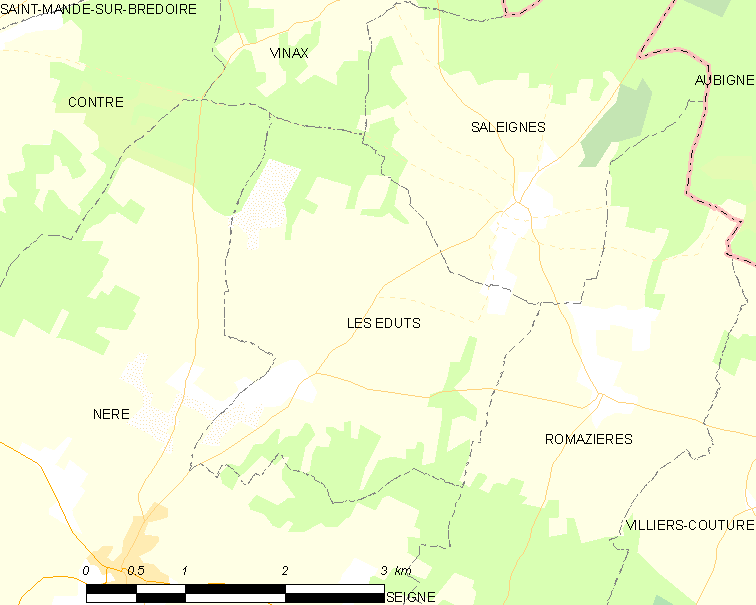
莱塞迪的OSM定位图

莱塞迪的时区为UTC+01:00、UTC+02:00（夏令时）。

## 行政
莱塞迪的邮政编码为17510，INSEE市镇编码为17149。

## 政治
莱塞迪所属的省级选区为马塔县。

## 人口

1962-2008年间莱塞迪人口变化图示

莱塞迪于2022年1月1日时的人口数量为58人。